# White Blood Cells
White Blood Cells è il terzo album del gruppo rock statunitense The White Stripes, pubblicato nel 2001.

## Il disco
L'album è dedicato a Loretta Lynn, amica di Jack White e Meg White, per la quale lo stesso Jack White ha prodotto l'album del 2004 Van Lear Rose. Il disco è considerato come il primo successo commerciale del gruppo. Nelle classifiche si posizionò al numero 61 della Billboard 200, vendendo quasi 600 000 copie, mentre nel Regno Unito raggiunse la posizione 55. Venne certificato disco d'oro negli Stati Uniti il 17 gennaio 2003. Pitchfork lo ha inserito alla posizione 8 della lista di "Top 100 Albums from 2000-2004", mentre Stylus Magazine lo inserì alla posizione 15 dei migliori album del periodo 2000-2005. La rivista Rolling Stone l'ha classificato al posto 19 nella classifica dei 100 migliori album degli anni 2000 e alla posizione 497 dei 500 migliori album di sempre.

## Tracce
1. Dead Leaves and the Dirty Ground – 3:04
2. Hotel Yorba – 2:10
3. I'm Finding It Harder to Be a Gentleman – 2:54
4. Fell in Love with a Girl – 1:50
5. Expecting – 2:03
6. Little Room – 0:50
7. The Union Forever – 3:26
8. The Same Boy You've Always Known – 3:09
9. We're Going to Be Friends – 2:22
10. Offend in Every Way – 3:06
11. I Think I Smell a Rat – 2:04
12. Aluminum – 2:19
13. I Can't Wait – 3:38
14. Now Mary – 1:47
15. I Can Learn – 3:31
16. This Protector – 2:10

## Singoli
- 2001 - Hotel Yorba (numero 26 UK Singles Chart)
- 2002 - Fell in Love with a Girl (numero 21 UK Singles Chart, numero 121 U.S. Billboard Hot 100, numero 12 U.S. Modern Rock Tracks)
- 2002 - Dead Leaves and the Dirty Ground (numero 25 UK Singles Chart, numero 19 U.S. Modern Rock Tracks)
- 2002 - We're Going to Be Friends

## Formazione
- Jack White - chitarra, pianoforte, voce
- Meg White - batteria, cori